# Kumblavati, Kushtagi
Kumblavati là một làng thuộc tehsil Kushtagi, huyện Koppal, bang Karnataka, Ấn Độ.